# Pseudanthessius comanthi
Pseudanthessius comanthi is een eenoogkreeftjessoort uit de familie van de Pseudanthessiidae. De wetenschappelijke naam van de soort is voor het eerst geldig gepubliceerd in 1972 door Humes.